# Међународни фестивал гитаре "Златна нота"
Међународни фестивал гитаре "Златна нота" je интернационални музички фестивал такмичарског типа. Такмичарски програм своди се на ученике основних и средњих музичких школа, као и музичких академија са простора Србије и региона. Учесници се надмећу у свирању акустичне и класичне гитаре, док саму манифестације употпуњује ревијални програм током кога се представљају реномирани музичари и професори гитаре из целог региона и са територије Србије. Док се фестивал затвара свечаним завршним концертом учесника. Сваке године фестивал угошћава и велики број реномираних међународних гостију.

## Награде
Награде се додељују сваке године најуспешнијим такмичарима. Главна наград је гитара, поред чега се додељују лаурети, пехари, дипломе и захвалнице. Такмиченје је подељено у шест категорија уз додатак хоби категорије.

## Учесници
На досадашњим фестивалима наступило је преко 1000 ученика и студената из Србије и региона.
Сваке године списак институција, које шаље своје ученике на ову манифестацију, се продужује. Неке од њих су и: 
- Музичка школа Мајданпек
- Уметничка школа „Стеван Мокрањац" Неготин
- Музичка школа „Стеван Мокрањац" Пожаревац
- Музичка школа „Даворин Јенко" Београд
- Музичка школа Алексинац
- Музичка школа „Стеван Мокрањац" Зајечар
- Музичка школа Ниш
- Школе гитаре, при Центру за културу Бор
- Музичка школа Трстеник
- Liceul de Arte I.St.Paulin Drobeta Turnu Severin - Румунија